# Kansas City (Missouri)
Kansas City – miasto w Stanach Zjednoczonych, na zachodnim skraju stanu Missouri, na terenie hrabstw Clay, Jackson i Platte, położone nad rzeką Missouri, nieopodal ujścia do niej rzeki Kansas. W 2020 roku liczyło 508 090 mieszkańców. Największy ośrodek miejski obszaru metropolitalnego Kansas City (w 2020 roku – 2 192 035 mieszkańców), w skład którego wchodzi m.in. sąsiednie miasto o tej samej nazwie w stanie Kansas.
Największe miasto w stanie Missouri. Obejmuje obszar ponad 826,1 km² (w tym 10,6 km² powierzchni wodnej). Kansas City zostało założone w 1838 roku, a prawa miejskie otrzymało w 1850 roku. Jest siedzibą katolickiej diecezji Kansas City-St. Joseph.

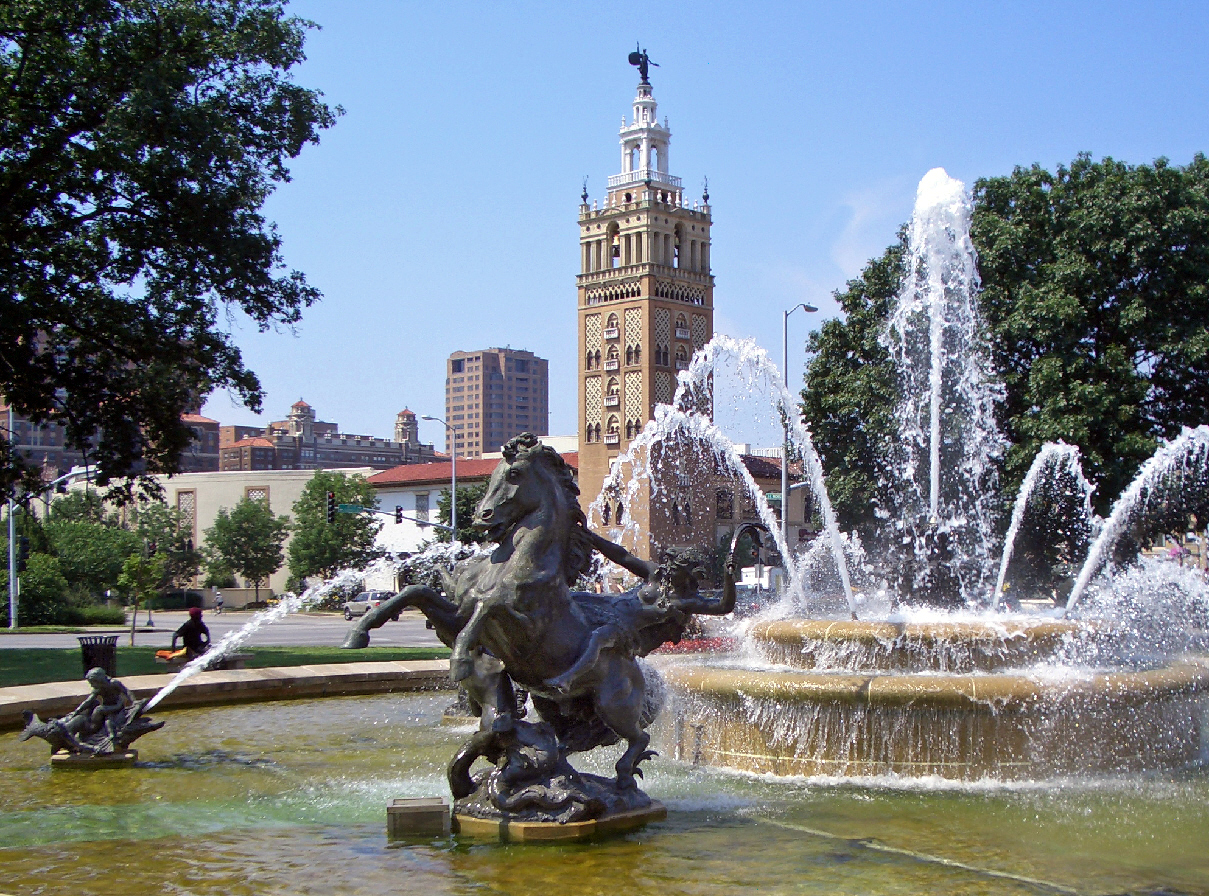
Kansas City uważane jest za drugie miasto po Rzymie pod względem liczby fontann.

## Gospodarka
W mieście rozwinął się przemysł spożywczy, samochodowy, lotniczy, maszynowy, chemiczny, poligraficzny, elektrotechniczny oraz odzieżowy.

## Klimat
Miasto leży w strefie klimatu umiarkowanego, ciepłego, subtropikalnego, bez pory suchej z gorącym latem, należącego według klasyfikacji Köppena do strefy Cfa. Średnia temperatura roczna wynosi 12,6 °C, a opady 988,1 mm (w tym do 43,2 cm opadów śniegu). Średnia temperatura najcieplejszego miesiąca - sierpnia wynosi 25,7 °C, najzimniejszego - stycznia –1,8 °C. Miesiącem o najwyższych opadach jest maj ze średnią sumą opadów wynoszącą 132,1 mm a najniższe opady występują w styczniu i wynoszą 27,9 mm.

## Demografia

### Ludność
Według danych z 2019 roku 62,8% mieszkańców identyfikowało się jako biali (56,4% nie licząc Latynosów), 26,1% jako czarni lub Afroamerykanie, 4,4% było rasy mieszanej, 2,4% miało pochodzenie azjatyckie, 0,21% to rdzenni Amerykanie i 0,22% to byli Hawajczycy i mieszkańcy innych wysp Pacyfiku. Latynosi stanowili 11,2% ludności miasta.
Poza osobami pochodzenia afroamerykańskiego do największych grup należą osoby pochodzenia niemieckiego (13,8%), irlandzkiego (10,2%), meksykańskiego (7,7%), angielskiego (6,9%), „amerykańskiego” (3,8%), włoskiego (3,4%) i afrykańskiego lub arabskiego (3,2%).

## Religia

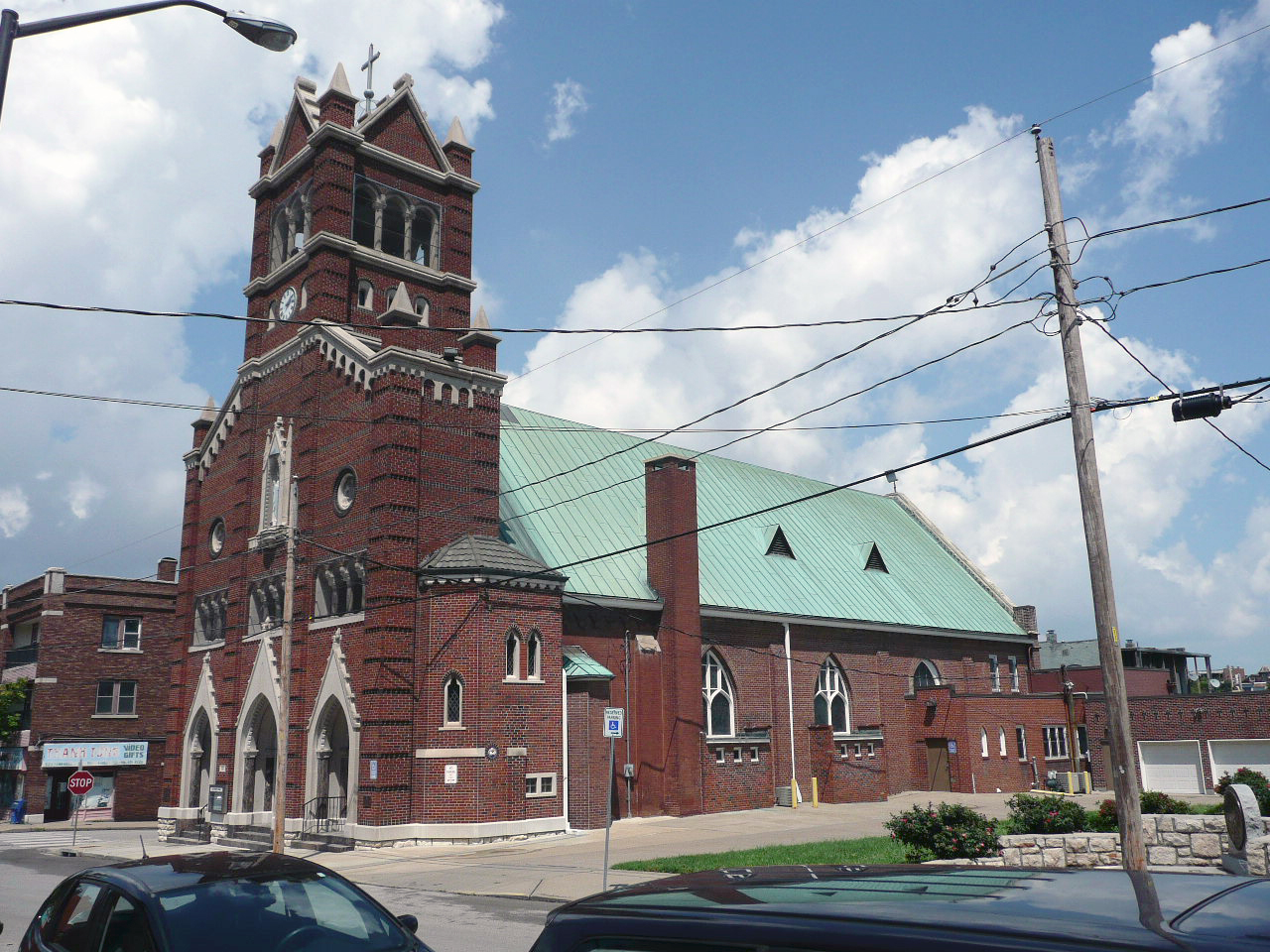
Kościół Matki Bożej Różańcowej

W 2010 roku największymi grupami religijnymi w aglomeracji Kansas City były:
- Kościół katolicki – 256 638 członków w 118 kościołach
- Południowa Konwencja Baptystów – 156 792 członków w 312 zborach
- lokalne bezdenominacyjne zbory ewangelikalne – 104 663 członków w 302 zborach
- Zjednoczony Kościół Metodystyczny – 100 372 członków w 188 kościołach
- Kościoły Chrystusowe – 61 498 członków w 243 zborach
- Kościoły zielonoświątkowe (w większości Zbory Boże) – ponad 55 tys. członków w 196 zborach

Kansas City to międzynarodowa siedziba Kościoła Nazarejczyka.

## Uczelnie

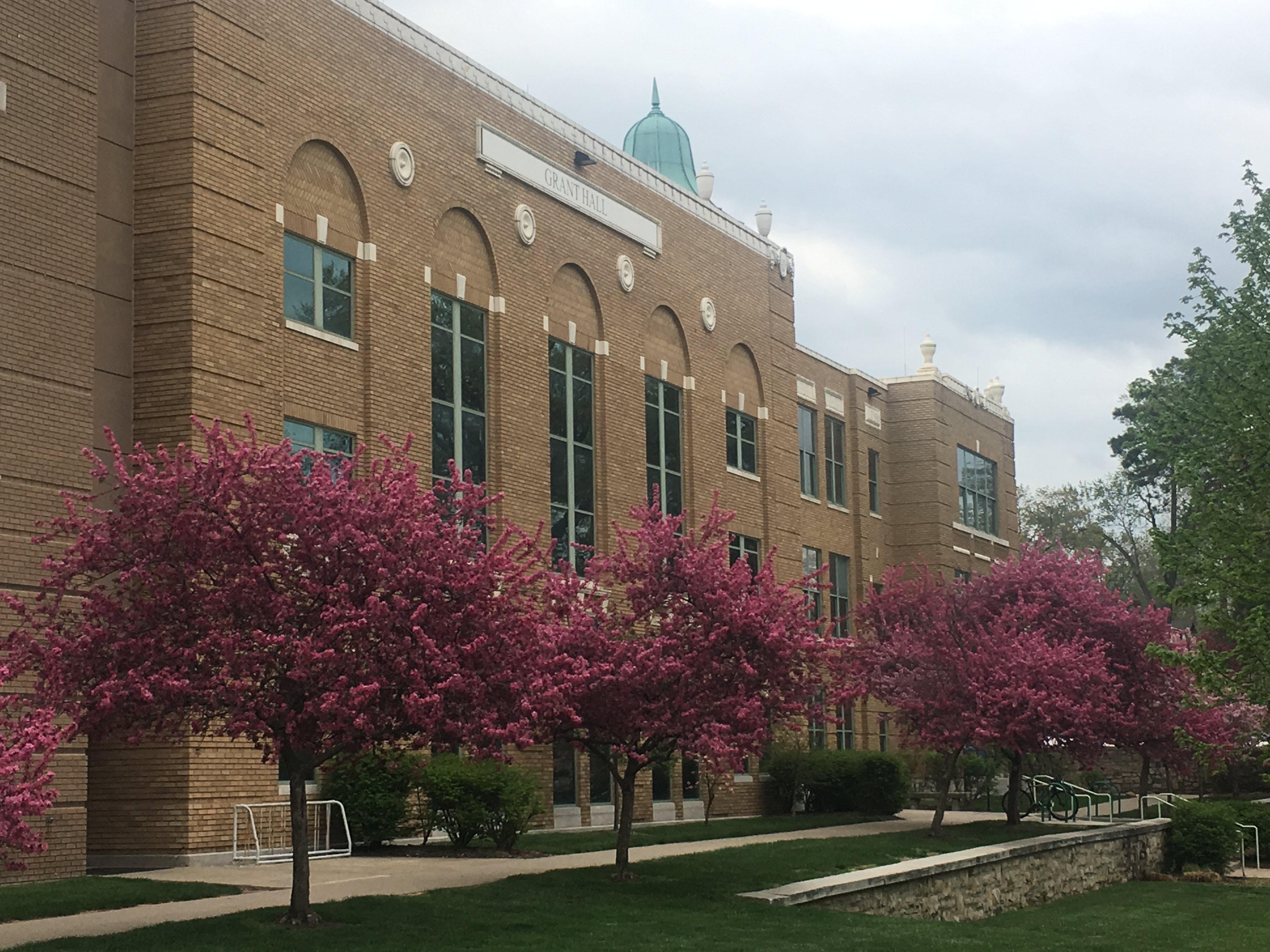
University of Missouri.

- University of Missouri – Kansas City (1933)[9]
- Rockhurst University (1910)
- Avila University (1916)
- Metropolitan Community College
- William Jewell College (1849)
- Park University (1875)
- University of Health Sciences College of Osteopathic Medicine (1916)
- Kansas City Art Institute (1885)

## Urodzeni w Kansas City

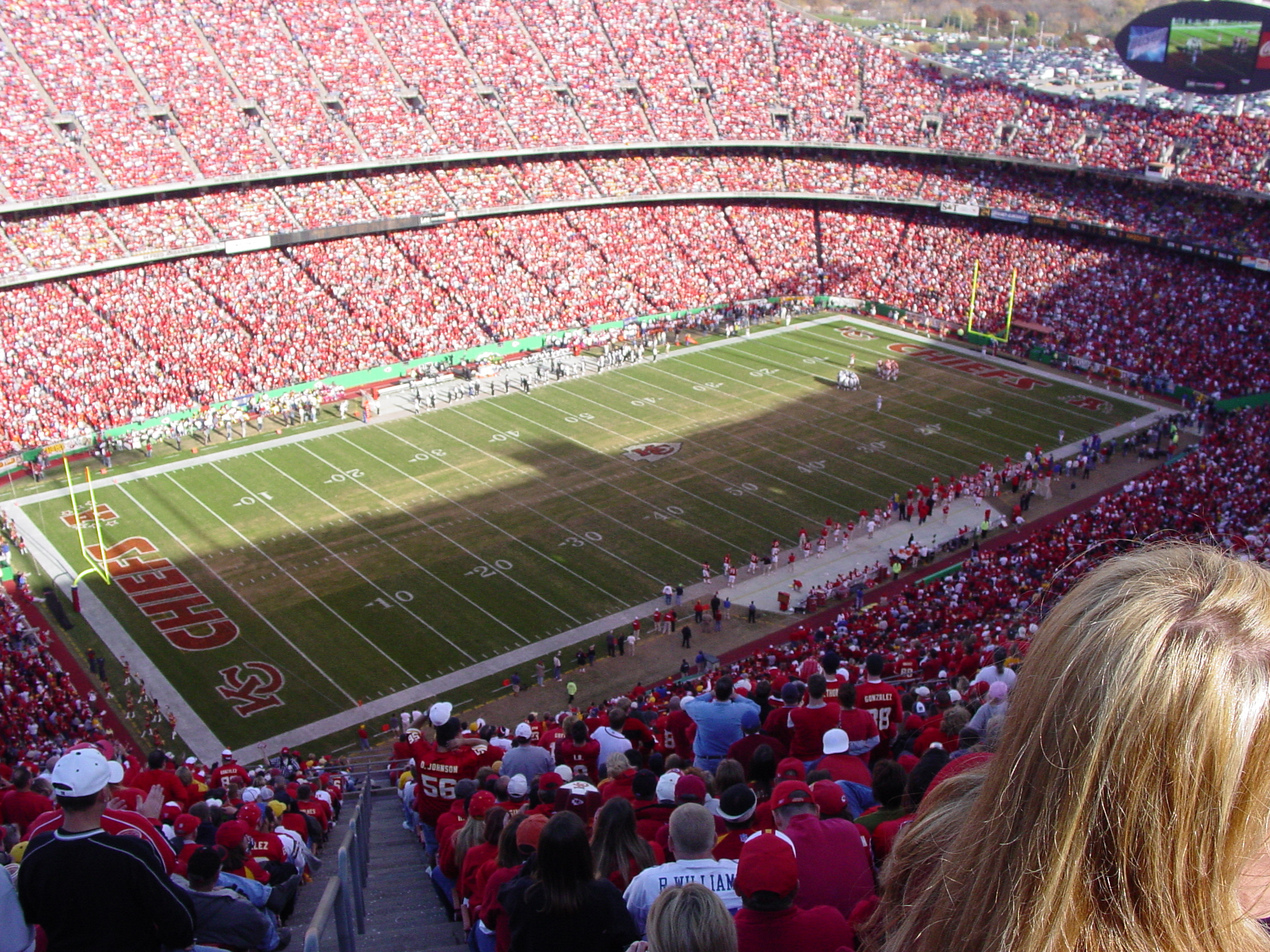
Arrowhead Stadium może pomieścić 76 416 osób i jest największym obiektem sportowym w stanie Missouri.

- Robert Altman (1925–2006) – filmowiec, reżyser[10]
- Burt Bacharach (1928-2023) – kompozytor, pianista
- Robert Groves (ur. 1948) – socjolog, dyrektor United States Census Bureau
- Tech N9ne (ur. 1971) – raper
- Edward Asner (1929-2021) – aktor
- Friz Freleng (1905–1995) – rysownik i artysta
- Big Joe Turner (1911–1985) – muzyk
- Casey Stengel (1890–1975) – baseballista
- Jean Harlow (1911–1937) – amerykańska aktorka filmowa[11]
- Katherine McNamara (ur. 1995) – aktorka

## Miasta partnerskie
- Tainan
- Sewilla
- Xi’an
- Uruapan
- Michoacán
- Freetown
- Ramla
- Port Harcourt
- San Nicolás de los Garza
- Kurashiki
- Metz
- Guadalajara
- Hanower
- Arusza
- Morelia